# Fizyka klasyczna
Fizyka klasyczna – określenie wszystkich gałęzi fizyki, które w swych badaniach z rozmaitych względów nie uwzględniają efektów kwantowych. Obejmuje między innymi dziedziny jak:
- mechanika klasyczna (w tym statyka i dynamika)
- mechanika ośrodków ciągłych, w tym mechanika płynów (aerodynamika i hydrodynamika)
- klasyczna mechanika statystyczna i termodynamika
- szczególna teoria względności
- klasyczna teoria pola, w tym:
  - elektrodynamika klasyczna
  - ogólna teoria względności